# ユリ・ゲラー
ユリ・ゲラー（אורי גלר Uri Geller, 1946年12月20日 - ）は、イスラエルの超能力者を名乗る人物。正式名ウリ・ゲレル・フロイド（אורי גלר פרויד Uri Geller Freud）、生まれた時の姓名はハンガリー名でジェルジ・ゲッレール（György Gellér）。テルアビブ生まれ。現在イギリス在住。

## 経歴

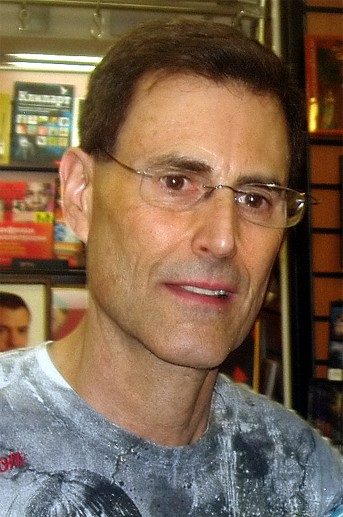
ユリ・ゲラー（2009年4月16日）

ハンガリー系ユダヤ人の移民の家庭に生まれる。父はイツハク・ゲラー、母はマンジー・フロイト、精神分析学の祖ジークムント・フロイトの親類である。両親の離婚と母親の再婚に伴って、キプロスのニコシアに転居。そこでカトリックの高校に通い英語を習得する。
1964年にイスラエル陸軍に入隊するが、1967年の六日戦争で軽傷を負って除隊。その後ファッションモデルやキャンプ・カウンセラーなどの職を転々とする（モサッドで様々なスパイに関する技術を学んだ、という説もあり）。
そのキャンプでシンプソン・シュトラング（通称シピ）という少年と知り合ったユリは、奇術の共同研究を始め、友人のパーティーやナイトクラブでの超能力ショーを始めるようになる。だが、そこでの奇術（テレパシー術）があまりに稚拙であったため、ナイトクラブの支配人らから訴えられ、裁判で「今後、イスラエル国内で超能力を冠したショーを行ってはならない」との処分が下される。また同じ頃、女優のソフィア・ローレンと一緒に写っている合成写真を発表し、世間から激しく非難された。
1972年、アメリカの超心理学者アンドリア・プハリッチ（プハーリック）が、どん底だったユリとシピ（マネージャー）を救うことになる。プハリッチはユリを本物の超能力者であるとしてアメリカに招聘した（シピも同行した）。
1972年12月12日から、カリフォルニア州のSRIインターナショナルで彼の超能力テストが行われた。初歩的な予備試験では一見するとテレパシーや透視に見えるような結果を残したが、より厳密なテストが行われるのを待たず、終了を宣言して退去した。
また1973年からアメリカやイギリスのテレビ番組に登場するようになるが、ベテランの奇術師であるジェームス・ランディが同席する席で彼の超能力が発揮されることはなかった。
1974年を皮切りに、公式・非公式に何度か来日。当時の人気番組『11PM』（1974年2月25日放送分）や『木曜スペシャル』（1974年3月7日放送分）（日本テレビ）に登場。スプーン曲げやテレビの画面を通じて念力を送ることで止まっていた時計を動かすといったパフォーマンスで日本での超能力ブームの火付け役となった。

また、年代は明らかにしていない（恐らく結婚後の1979年以降と思われる）が、家族ぐるみで山中湖近くの小屋に住んでいたことを明かしている。名声や富に囚われて心身ともに疲弊していたところ、友人のジョン・レノンとオノ・ヨーコ夫妻に日本での生活を勧められたためという。富士山と大自然、日本と日本人が持つ精神性に洗われ、富よりも大切なものに気づかされて人生が変わったとのこと。
1980年代後半以降、特に日本テレビの番組などでユリやその能力を取り上げることを度々行ってきたが、その際にユリ自身は、「FBI捜査やCIAの秘密ミッションに携わっていた」「アメリカで広大な土地付きの豪邸に住んでいられるのは、自身の超能力で油田を探り当てたから」などと語っていた。
1991年から1995年にかけて、ゲラー批判を続けていた「サイコップ」に対して、エルドン・バードと共に訴訟を起こす。1995年3月に和解が成立し、ゲラーは「軽薄な告発」の賠償としてサイコップに対し12万ドルの賠償金を支払った。
2000年、ゲーム『ポケットモンスター』のポケモン「ユンゲラー」に自分のイメージを盗用されたとして、任天堂を相手取り6000万ポンド（約101億円）の損害賠償を求める裁判をロサンゼルスの連邦地裁に起こした（ポケットモンスター#関連事件・批判も参照）。
2002年、イギリスのジャーナリストマーティン・バシールをマイケル・ジャクソンに紹介した。この時バシールらが製作した番組『マイケルジャクソンの真実』が後にマイケル・ジャクソン裁判に発展。ユリはバシール側よりマイケル・ジャクソンを紹介した謝礼として数千万円（20万＄と言われている）を受けとっており非難を浴びた。また、マイケル・ジャクソンと疎遠になっている。バシールの番組放映後、マイケルと疎遠だったことは本人も認め、バシールを紹介したことを悔やんでいると語っている。マイケル・ジャクソンとの交流は復活しないままマイケルは永眠した。
2006年日産自動車のCMに出演。CMではコンピュータグラフィックスによる合成ではあるがスプーン曲げや時計動かしを行った。
2011年、日本に緊急来日し同年8月5日放送分の『森田一義アワー 笑っていいとも!』に出演した。
2012年4月29日放送のフジテレビ系バラエティ番組『ほこ×たて』にて「絶対に曲がらないスプーンvs絶対曲げる男ユリ・ゲラー」として山崎金属工業のスプーンコブラと対決。結果は最強スプーンコブラの勝利となり、ユリ・ゲラーが曲げられなかった唯一のスプーンとなった。
2017年1月17日、CIA（米国中央情報局）がそれ以前は極秘扱いとなっていた大量の資料をオンライン上で公開したが、この中にはユリ・ゲラーのテレパス能力を試した実験結果が含まれていたことが明らかになった、と報道されたが、この実験は1974年に『ネイチャー』でもレター論文として発表されているものであり、このCIAの資料は2000年に機密解除されて公表されていたもののインターネット公開である。
この実験は1973年に米国カリフォルニア州スタンフォードで8日間にわたり行われ、科学者らがゲラーを窓のない密室に入れ、隣室にはCIA局員を入れた。辞書からランダムに選ばれた単語からCIA局員が思い浮かべ自由に描いた絵を、隣室にいるゲラーに科学者らが何か尋ねるという形式で行われた。その結果、「ヒューズ」「ぶどう」などをほとんど相違なく描き、45ḿ離れた部屋での実験では「凧」状の絵をほぼ似た形で描いた。「鳥」「ラクダ」の絵に対しては「カモメ」「馬」の絵を描いた。8日間の実験結果に対し、当該付録資料の提出者（署名なし）は「ゲラーは超常的認識能力を明確に、説得力ある形で示した」と評価している。
2020年、前述の訴訟より20年の時を経て、今後はユンゲラーを使用禁止とはしないことを表明した。
2021年 新型コロナウイルスのワクチンを接種しながら、久々のスプーン曲げを披露する動画を公開した。

## 作品
1970年代にレコード（アルバム）「ユリ・ゲラー」を発売している。2000年と2005年にCDで再発された。11曲入りだが、全曲歌ではなくユリ自身の語り(日本語)がBGMとともに収録されている。

## 評価
スプーン曲げでブームになった。しかし、多くの科学者、奇術師、懐疑主義者らは、ゲラーが巧妙なトリックを用いてスプーンや鍵などを曲げた可能性が高いことを指摘している。ビデオの解析から、手品であるとの指摘もなされている。ベテランのマジシャンであるジェームス・ランディや超能力肯定派のゆうむはじめも手品であると指摘している。彼の“能力”と称するものを奇術によって再現出来るプロマジシャンからするとゲラーの“能力”は、鼻持ちならない程、稚拙で雑であると言われている。しかしその拙さゆえに人は簡単に信じてしまうものだと、指摘している。
Mr.マリックが披露した透視手品に驚きそのタネを聞き出した数年後、彼の超能力のリストにその透視ネタが入るようになった。マリックは彼を評して「超能力者と言うよりはビジネスマン」と『森田一義アワー 笑っていいとも!』で述べた。
ゲラーの真似をして、スプーン曲げをしていた人のことを「ゲラリーニ」と呼ぶ。
日本においては、オカルト・超能力ブームに大いに貢献し、後のオウム真理教信者などに大きな影響を与えた。
CIA（米国中央情報局）が後援して、SRIインターナショナルが一連の超能力現象の検証を行っており、その一環として1972年にゲラーの超心理学的な能力を調査した。CIAのスターゲイト・コレクションに付録文書として採録され、公開されていたものである。2017年1月17日にインターネット上で再公開された。

## 出演

### 映画
- 緊急検証! THE MOVIE ネッシーvsノストラダムスvsユリ・ゲラー（2019年1月11日、東北新社）[19]